# Al-Qamishli
al-Qamishli, anche chiamata Qamishlo o Kamichlié (in arabo القامشلي‎? al-Qāmišlī; in curdo قامشلۆ‎ Qamişlo; in siriaco ܩܡܫܠܐ, Qamişlo) è una città della Siria del nord-est al confine con la Turchia, adiacente alla città turca di Nusaybin. Secondo il censimento del 2004, Qamishli aveva una popolazione di 184 231 abitanti. La città è la capitale amministrativa del distretto di Qamishli e del governatorato di Al-Hasaka e il centro amministrativo del sottodistretto di Qamishli. Nel corso della guerra civile siriana, al-Qamishli è diventata uno dei principali centri urbani dell'Amministrazione autonoma della Siria del Nord-Est.

## Etimologia
Il nome Qamislo deriva da qamiş (nome delle canne da zucchero) che si estendevano lungo il canale che attraversa il centro della città.

## Storia

### Fondazione
Venne fondata da rifugiati cristiani che giunsero in Siria dopo che la Turchia annesse Nusaybin, al termine di un sanguinoso conflitto prolungatosi tra il 1914 e il 1922.

### Moti del 2004
Nel marzo del 2004, in occasione di una partita di calcio, ebbero luogo gravi disordini in città. Le violenze iniziarono quando i sostenitori della squadra ospite, arabi provenienti da Deir el-Zor, issarono gigantografie di Saddam Hussein responsabile di massacri contro i curdi in Iraq. In risposta il pubblico della squadra locale cominciò a sventolare bandiere separatiste curde, inneggiando a Mas'ud Barzani e a Jalal Talabani. La situazione degenerò e i sostenitori del Deir ez-Zor si scontrarono con i manifestanti curdi. Gli scontri e le manifestazioni si estesero al resto della città e l'intervento delle forze di sicurezza siriane provocò svariate morti e decine di feriti.
Nel giugno 2005 migliaia di manifestanti curdi dimostrarono in città per protestare contro l'assassinio dello sceicco Khaznawi, un dotto religioso curdo siriano, a seguito della morte di un poliziotto e del ferimento di quattro curdi. Nel marzo 2008, secondo l'Human Rights Watch, le forze di sicurezza siriana aprirono il fuoco contro civili curdi che celebravano il Nawrūz, presumibilmente reiterando quanto accaduto negli scontri del 2004. Le sparatorie lasciarono sul terreno tre vittime.

### Guerra civile siriana
In occasione della guerra civile siriana la città si ritrovò divisa tra le forze governative e quelle dell'Amministrazione Autonoma della Siria del Nord-Est.

## Società
La popolazione di al-Qamishli è estremamente variegata dal punto etnico e religioso. I gruppi etnici principali sono rappresentati dai curdi e dagli arabi, di religione musulmana sunnita. I cristiani siriaci e armeni rappresentano cospicue minoranze. I cristiani siriaci hanno rappresentato la maggioranza della popolazione cittadina fino agli anni 1970, quando i curdi delle circostanti regioni rurali hanno cominciato a stabilirsi in massa in città. I cristiani si sono ridotti a circa un quinto degli abitanti negli anni 2010. La città è sede dell'eparchia di al-Qamishli. Vi era in passato una vivace comunità di ebrei siriani, emigrati del tutto nel corso del XX secolo. La città è anche eterogenea dal punto di vista linguistico: gli arabi parlano un dialetto arabo mesopotamico settentrionale, particolarmente correlato a quello mhallami, mentre i curdi parlano oltre al curdo kurmanji anche l'arabo levantino.

## Infrastrutture e trasporti
Nella città è presente anche un aeroporto con il codice aeroportuale IATA KAC.